# ロイヤル・オーキッド・シェラトン・ホテル&タワーズ
座標: 北緯13度43分45.0秒 東経100度30分48.8秒 / 北緯13.729167度 東経100.513556度

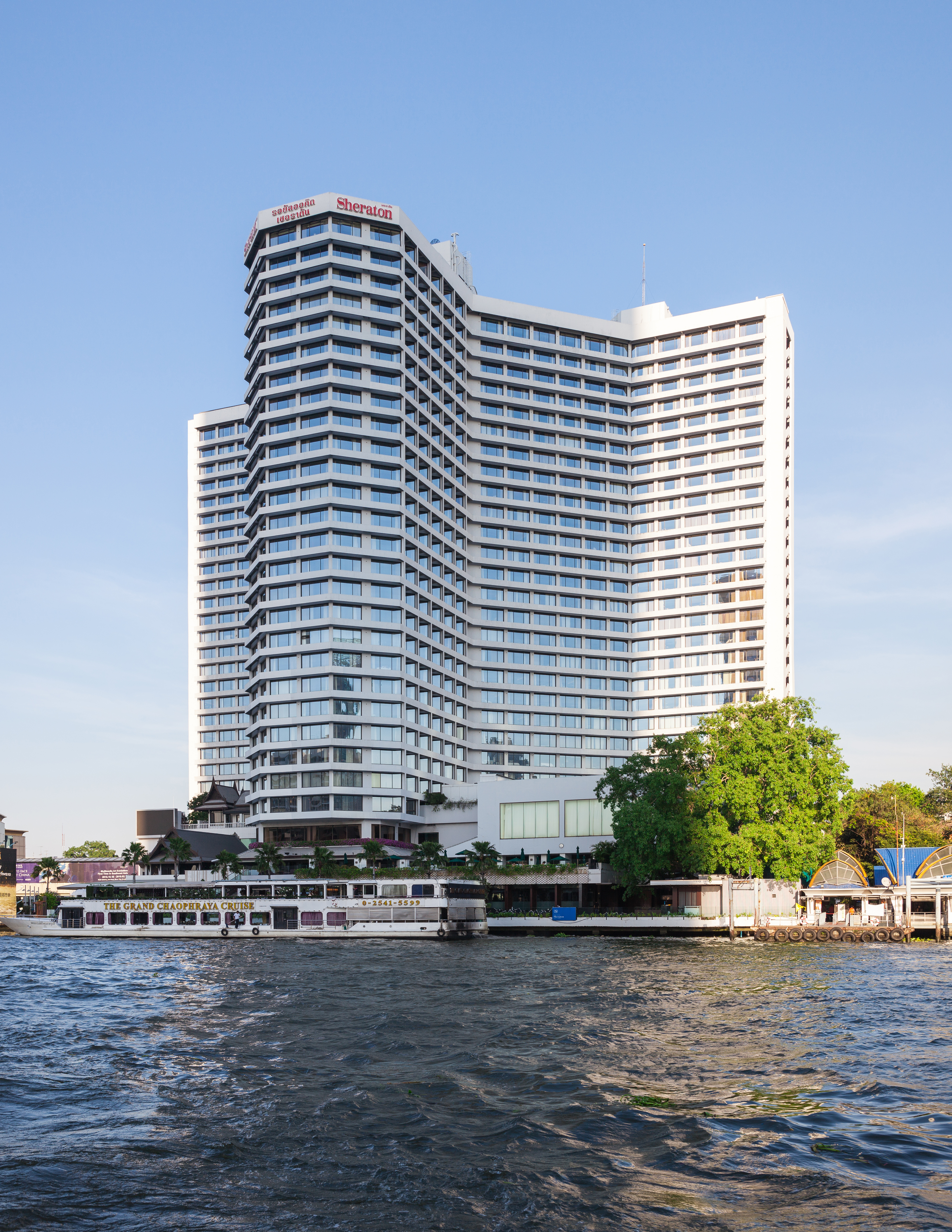
ロイヤル・オーキッド・シェラトン・ホテル&タワーズ

ロイヤル・オーキッド・シェラトン・ホテル&タワーズ(Royal Orchid Sheraton Hotel & Towers)は、タイ・バンコクのバーンラック区にある最高級ホテル。

## 特徴
1982年開業。チャオプラヤー川沿いに建つホテルで、740室ある客室からはチャオプラヤー川のパノラマビューが見晴らせる。チャオプラヤー川を挟んで反対側に「ミレニアム・ヒルトン・バンコク」がある。
チャオプラヤー川沿いに建つ「マンダリン・オリエンタル・バンコク」や「ザ・ペニンシュラ・バンコク」、「シャングリ・ラ ホテル バンコク」と比べてバンコク・スカイトレインのサパーンタークシン駅(สถานีสะพานตากสิน)から、徒歩では距離があるが、上記ヒルトンと同様にホテル-サパーンタークシン駅間を往復する無料のシャトルボートが頻繁に運航されているほか、マンダリン・オリエンタル・バンコクとの間にも運行されている。
2005年6月8日にFIFAワールドカップ・ドイツ大会のアジア最終予選における北朝鮮対日本戦が無観客試合で行われた際に、日本サッカー協会主催のパブリックビューイング会場として利用されたホテルである。

## 設備
- タラ トン(Thara Thong)　タイ料理
- ジョルジオズ(Giorgio's)　イタリア料理
- etc....オン ザ リバー(etc....on the river)　国際料理
- バー&グリル「サンバル」(Sambal Bar & Grill)　アジア料理
- ロビー ラウンジ(Lobby Lounge)　カクテル&スナック
- ロイヤル オーキッド マンダラ スパ(Royal Orchid Mandara Spa)　スパ
- プール　屋外に2か所、ガーデンプールとテラスプール

など